# Roland SH-1000

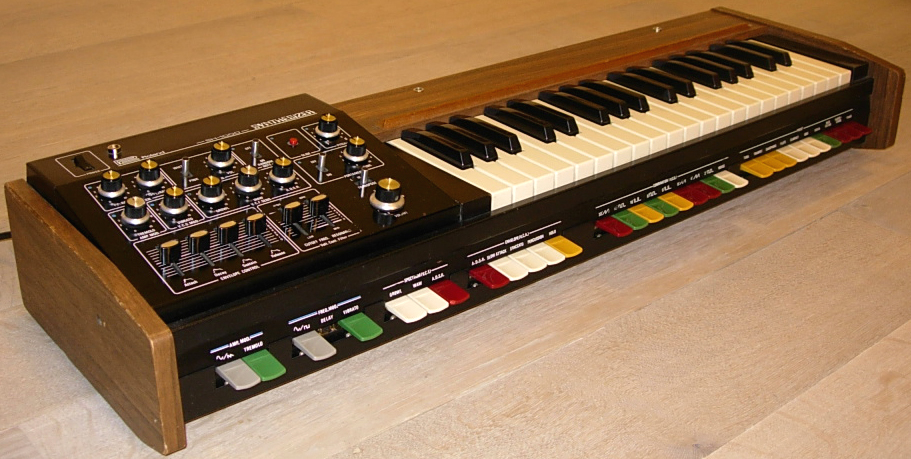
Un SH-1000

Le Roland SH-1000 est le premier synthétiseur de petite taille produit et commercialisé au Japon par le fabricant Roland entre 1973 et 1981. Il est monophonique et ne possède que 10 préréglages comparables à ceux d'un orgue, il est toutefois possible de modifier quelques paramètres.
Le SH-2000 offre une architecture similaire mais possède un clavier sensible à la pression (aftertouch).

## Caractéristiques techniques
- Polyphonie : 1
- Oscillateur : 1 VCO
- Filtres : 1 passe-bas résonnant, 1 passe-haut
- VCA: 	1 ADSR
- portamento et glide
- LFO: 	2 (sinus/carré/aléatoire/bruit)
- Clavier : 37 touches
- Contrôles main gauche : aucun
- Contrôles externes : CV/Gate (Additionnel)

## Quelques artistes ayant fait usage du SH-1000
- Human League
- Blondie
- Fad Gadget
- Cairns